# Classic Christmas
Classic Christmas — рождественский альбом певца Билли Гилмана, выпущенный на лейбле Epic Records. Вскоре после релиза Американская ассоциация звукозаписывающих компаний присвоила альбому статус «золотого». Отдельно выпущенный сингл «Warm and Fuzzy» достиг 50 места в чартах Billboard Hot Country Singles и Tracks chart.

## Список композиций
1. «White Christmas» — 4:06
2. «Warm and Fuzzy» — 3:14
3. «Winter Wonderland» — 2:43
4. «The Christmas Song» — 4:01
5. «There’s a New Kid in Town» — 4:13
6. «Jingle Bell Rock» — 2:15
7. «Rockin’ Around the Christmas Tree» — 2:18
8. «Angels We Have Heard on High[англ.]*» — 2:54
9. «Silent Night»- 2:25
10. «Away in a Manger[англ.]» — 2:36
11. «Sleigh Ride[англ.]» — 2:30
  - дуэт с Шарлоттой Чёрч[3]
12. «O Holy Night» — 3:56

## Позиции в чартах

### Альбом
| Чарт (2000)                       | Позиция |
| --------------------------------- | ------- |
| U.S. Billboard Top Country Albums | 4       |
| U.S. Billboard 200                | 42      |
| U.S. Billboard Top Holiday Albums | 3       |

### Синглы
| Год  | Сингл            | US Country |
| ---- | ---------------- | ---------- |
| 2000 | «Warm and Fuzzy» | 50         |